# Afonso Gonçalves Baldaia
Afonso Gonçalves Baldaia (Porto, segle xv - ?) fou un navegant i explorador portuguès conegut perquè el 1435 capitanejà un dels dos vaixells que superaren el Tròpic de Càncer per primera vegada entre els europeus des que ho feren els fenicis el 813 aC.
En aquesta expedició explorà bona part de la costa del Sàhara Occidental en nom d'Enric el Navegant. Més tard seria un dels primers colons de l'illa de Terceira, a les Açores.

## Viatges d'exploració
Afonso Gonçalves Baldaia va prendre part en tres expedicions per terres africanes. El 1434 Gil Eanes havia navegat més enllà del cap Bojador, una barrera física i psicològica que els mariners europeus havien considerat durant molt de temps el non plus ultra de la navegació. El 1435 Enric el Navegant envià novament Eanes a la zona, aquesta vegada acompanyat per un segon vaixell, un barinel comandat per Afonso Gonçalves Baldaia, amb instruccions per descobrir la costa situada més enllà de Bojador.
Eanes i Baldaia van navegar fins a Angra dos Ruivos, unes 50 llegües (250 quilòmetres) al sud de Cap Bojador. Resseguint la costa desèrtica del Sàhara van veure alguns rastres de presència humana - petjades d'homes i camells - però no veieren ningú.
El 1436 Baldaia va iniciar una nova expedició, aquesta vegada amb instruccions per trobar i portar a Portugal un habitant local. Novament seguí la costa africana fins a arribar a una entrada a la costa que anomenà Río de Oro imaginant que era la desembocadura del llegendari riu d'Or. Allà van aprofitar caçar foques monjo del Mediterrani i omplir el vaixell de pells de foca i oli. Anant més al sud Baldaia creuà el Tròpic de Càncer i va arribar fins a Pedra da Galé. En no trobar més que algunes xarxes de pesca abandonades Baldaia va tornar cap a casa, havent navegat unes 125 milles més al sud que les navegades en l'expedició anterior.
Decebut per l'escàs èxit en l'exploració, el príncep Enric no envià cap expedició a la zona fins al 1441, quan Antão Gonçalves va tornar a Río do Oro per dur a terme una altra cacera de foques, i Nuno Tristão per explorar més al sud d'on ho havia deixat Baldaia.

## Els darrers anys
En tornar a Portugal sabem poca cosa d'ell. Fou nomenat almoixerif a la ciutat de Porto per Eduard I de Portugal, càrrec en el qual es mantenia el 13 d'octubre de 1442. No serà fins al 1451 quan aparegui un nou almoixerif a la ciutat.